# Buffel
Buffel (англ. Buffalo) — броньований транспортний засіб піхоти, який використовувався силами оборони Південної Африки під час прикордонної війни Південної Африки. Buffel також використовувався як бойова броньована машина і добре зарекомендував себе в цій ролі. Він замінив старіший БТР Hippo на базі Bedford RL, а сам був замінений на Mamba з 1995 року в Південній Африці , але продовжує використовуватися в інших місцях, зокрема на Шрі-Ланці.

## Історія виробництва
Buffel був першим справді ефективним бронетранспортером із захистом від наземних мін, який надійшов на озброєння будь-де. Південноафриканська армія почала розгортати його в оперативній зоні з 1978 року. Buffel був вдосконаленим у порівнянні з Bosvark, який мало захищав водія. У 1974 році 54 шасі Mercedes-Benz Unimog 416–162 були спішно переобладнані в Bosvark 61 базовою майстернею в Преторії. Bosvark запропонував екіпажу обмежений протимінний захист, але компенсував це хорошою рухливістю на бездоріжжі. За оцінками, до припинення виробництва було поставлено близько 2400 Buffel. Шрі-Ланка придбала Buffel у 1980-х роках, а на початку 1990-х автомобіль було експортовано до Уганди.
Buffel (африкаанс. Buffalo) не був повністю виготовленим у Південній Африці транспортним засобом, але використовував шасі, двигун та деякі інші компоненти Mercedes-Benz U416-162 Unimog, які були оснащені броньованою машиною водія вітчизняної розробки. кабіна і окреме броньоване десантне відділення. Кабіна розташовувалася ліворуч, а моторний відсік - праворуч. Пізніші моделі замінили оригінальний двигун Mercedes-Benz OM352 копіями, виготовленими за ліцензією на заводі Atlantis Diesel Engines поблизу Кейптауна.
Протимінний захист забезпечував V-подібний корпус під цими відсіками, який досить ефективно відбивав вибух. Десантне відділення містило два пластикові баки в нижній частині під підлогою: 200-літровий паливний бак і 100-літровий бак для води. Бак для води забезпечував питною водою пасажирів за допомогою крана в задній частині автомобіля.
Щоб допомогти розсіяти енергію від попадання на міну, великі шини іноді наповнювали водою, додаючи близько 500 кг на колесо до ваги автомобіля.

## Варіанти
Варіанти SAA
- Buffel - оригінал

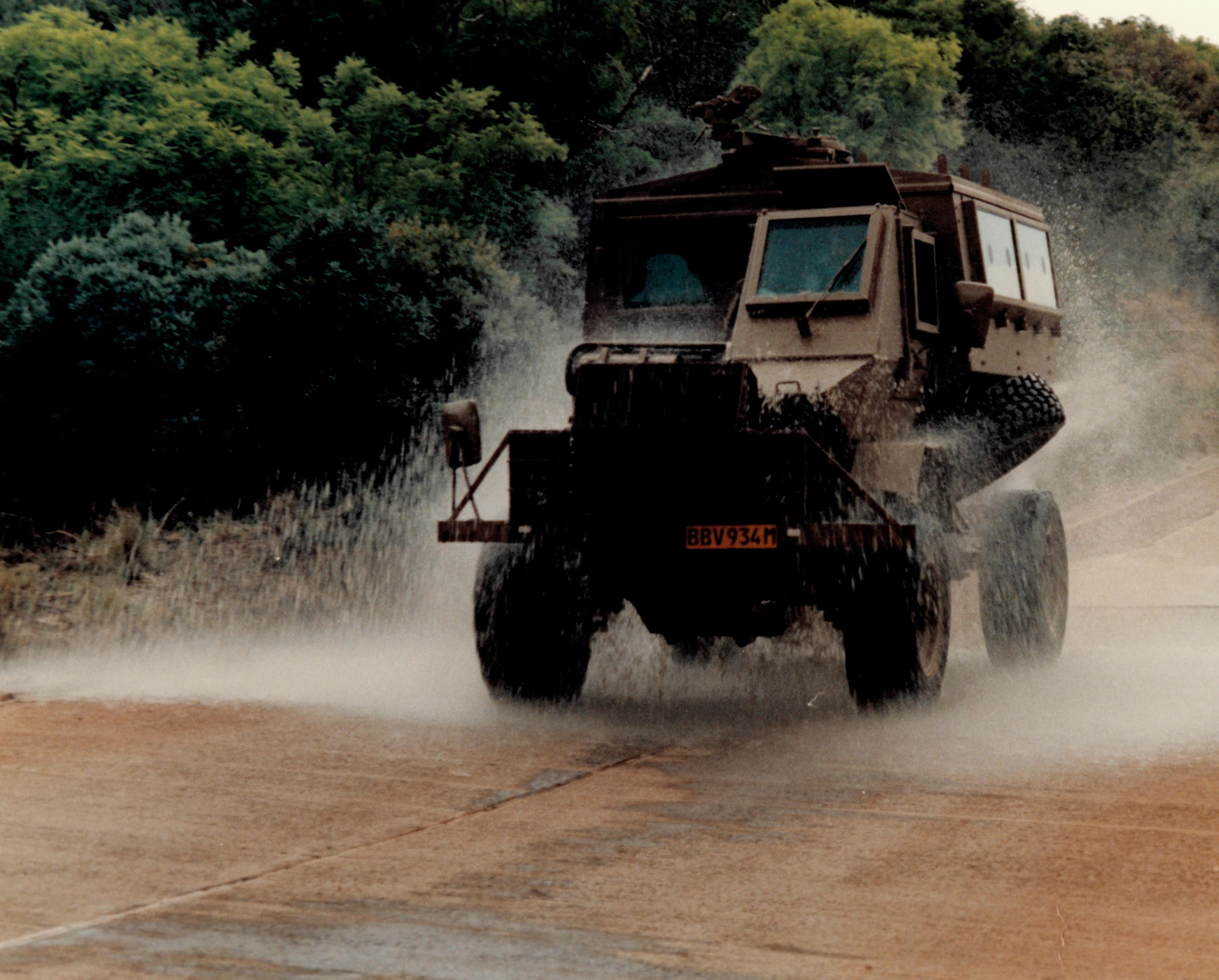
Buffel Mk IIA на полігоні Геротек.

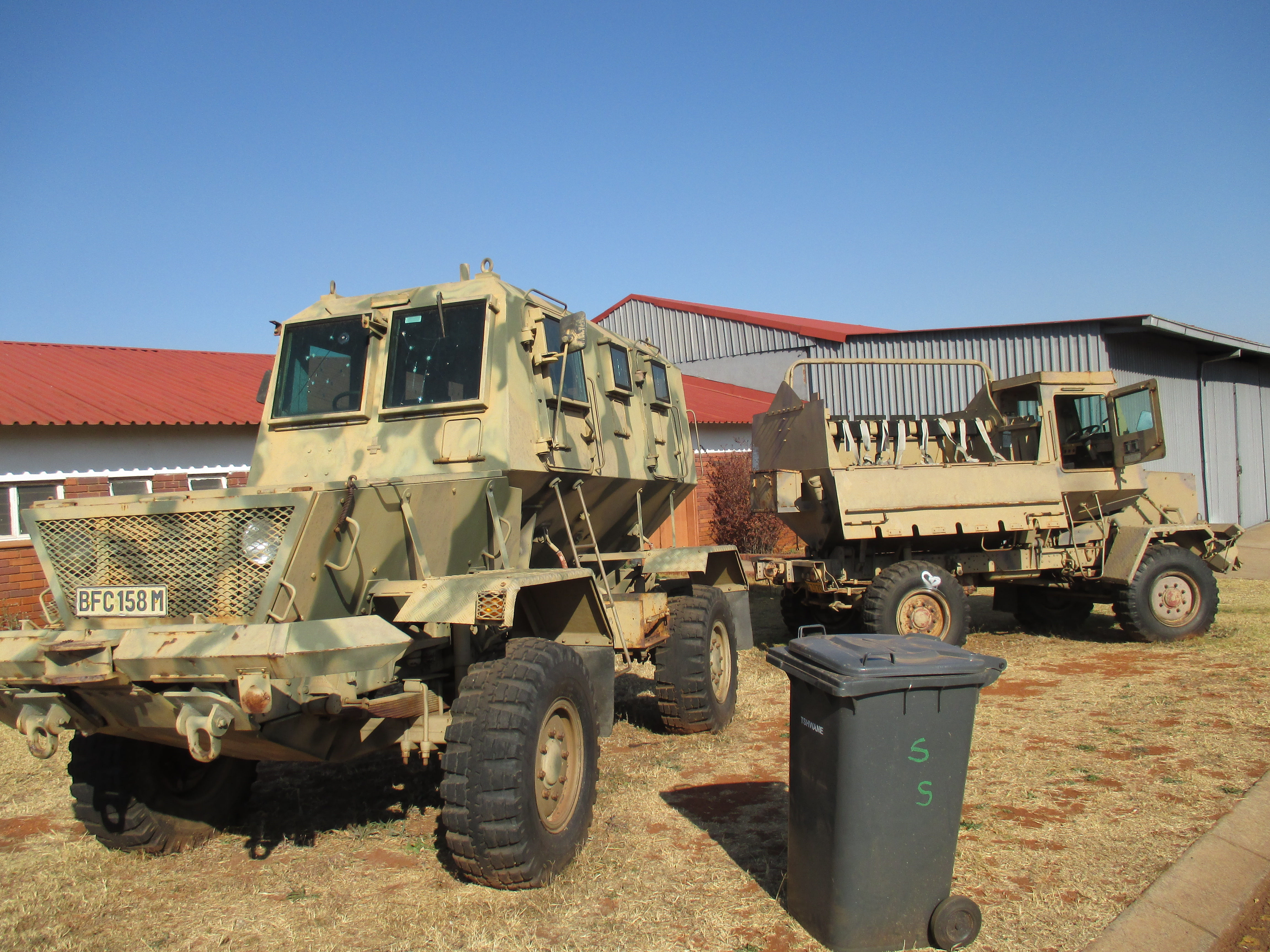
Rhino (ліворуч) і Bulldog(праворуч) з південноафриканської армії бази ВПС Сварткоп.

- Buffel Mk 1 - Покращений захист двигуна та втулки (бампер)
- Buffel Mk 1B - Дискові гальма замінені барабанними[1]
- Log Buffel - Логістична/Вантажна версія, стандартний Buffel зі знятим сидінням із десантного відділення
- Buffel Mk IIA — це, по суті, реконструкція попередніх Mk 1 із закритим десантним відділенням, задніми дверима і великими куленепробивними вікнами з боків і ззаду. Згадується як Моффель.[1]
- Buffel Mk IIB - Вантажний носій. Армія SA замовила 57 таких на початку 1980-х років. Вантажопідйомність заявлена як 2,637 тонни.[1]

Варіанти SAAF
- Bulldog - на базі вантажівки SAMIL 20 з кабіною водія справа. Бульдог використовувався SAAF для патрулювання аеродромів. Варіант під назвою Ystervark був виготовлений і використовувався в ролі протиповітряної установки.[1]
- Rhino — подальший розвиток Bulldog, але водій сидить у повністю закритому десантному відділенні. 20 було виготовлено для SAAF.[1]

Шрі-ланкійські варіанти

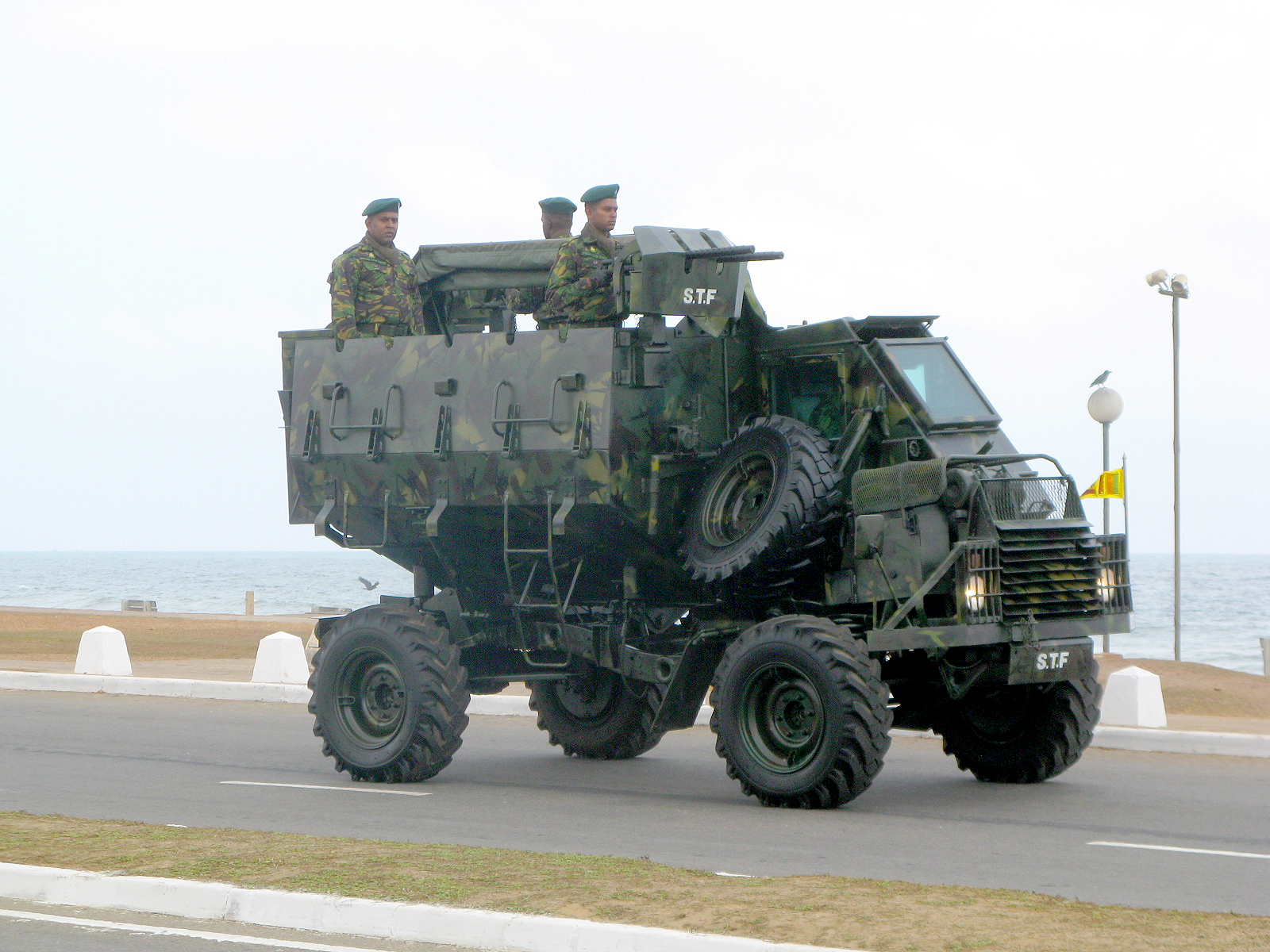
Загін спеціального призначення поліції Шрі-Ланки Unicorn

- Unicorn – Армія Шрі-Ланки випустила версію оригіналу Buffel.

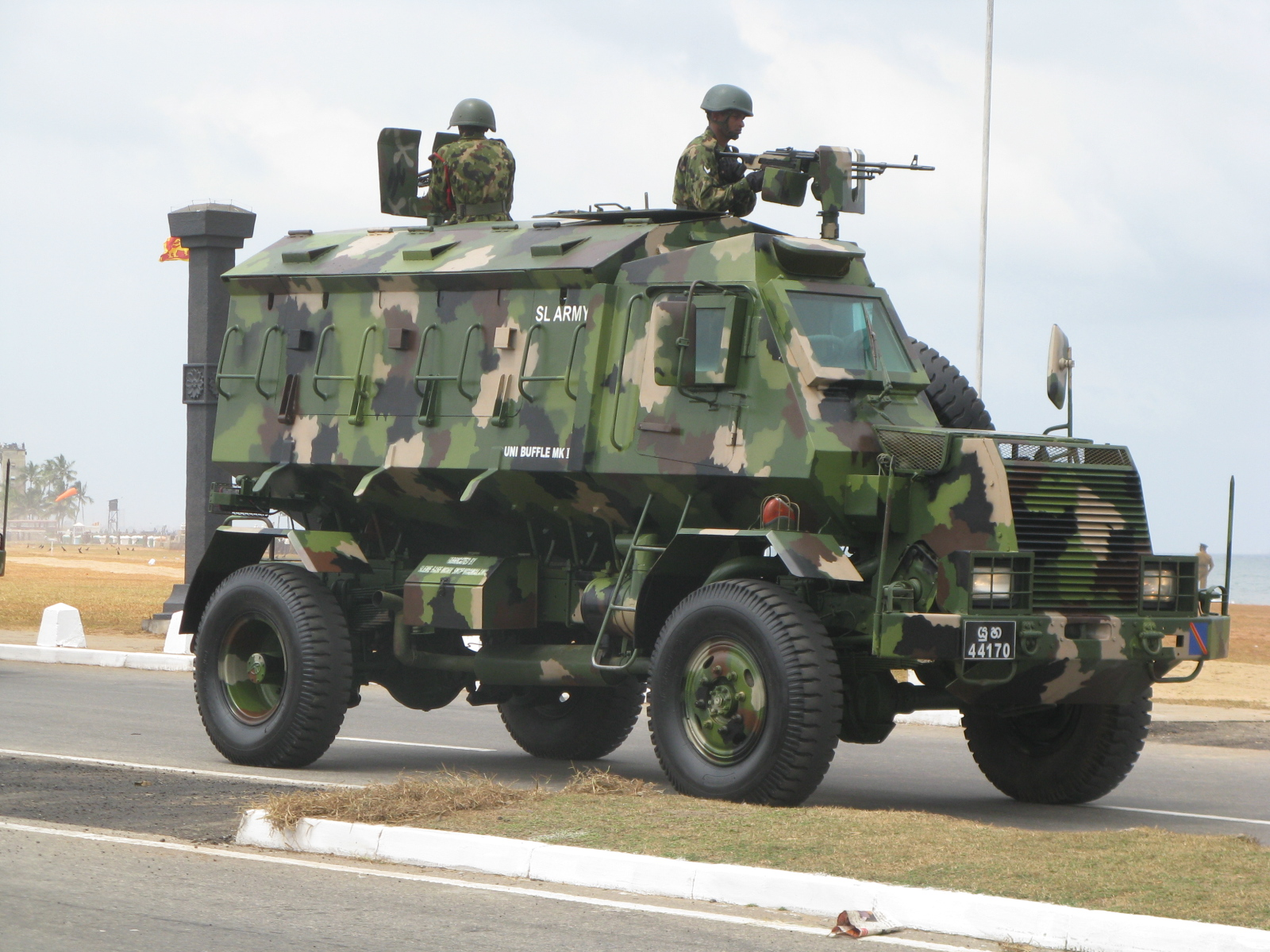
Unibuffel Mk II армії Шрі-Ланки

- Unibuffel Mk II армії Шрі-ЛанкиUnibuffel - Армія Шрі-Ланки виробляла версії Mk I і Mk II з двигуном Tata і Leyland і закритим десантним відділенням.

## Оператори

### Поточні оператори
- Малаві: 1; Варіант Rhino.[5]
- Шрі-Ланка: 47; [5] інші варіанти, виготовлені як Unicorn і Unibuffel.[6]
- Уганда: 55; 20[7][8] на службі в армії та 35[9] на службі в національній поліції.
- Місія ООН у Південному Судані: 3[10]
- Замбія: 1; Варіант Rhino.[5]
- Багатовимірна інтегрована місія ООН зі стабілізації в Малі; дев'ять Unibuffels були розгорнуті до Mail відповідно до термінових оперативних потреб для миротворчих операцій у Малі.[11]

### Колишні оператори
- Південна Африка: Раніше близько 2400 в експлуатації; всі пішли на пенсію та замінені Мамбою.[6]
- Група допомоги в перехідний період ООН: 1[5]
- Зімбабве: Можливо, успадковано від Родезії.[12]

## Бойова історія
- Громадянська війна в Родезії
- Громадянська війна в Анголі
- Прикордонна війна Південної Африки
- Друга війна в Конго
- Громадянська війна на Шрі-Ланці